# Eberhard Gildemeister
Eberhard Gildemeister (* 19. Juli 1897 in Bremen; † 3. Juni 1978 in Bremen) war ein deutscher Architekt, der hauptsächlich in Bremen wirkte.

## Biografie
Gildemeister war der vierte Sohn des Architekten Eduard Gildemeister und der Agnes Helene Auguste geb. Habenicht. Im Jahr 1915 absolvierte er das Notabitur und schloss danach bis 1918 einen freiwilligen Kriegsdienst an.
Nach dem Kriegsdienst folgte ein Architekturstudium an der Technischen Hochschule Darmstadt, welches er als Diplomingenieur abschloss. 1926 begann er seine berufliche Tätigkeit als Architekt bei Lothar Gürtler in Osnabrück und wechselte im darauffolgenden Jahr in das Büro des Bremer Architekten Rudolf Jacobs.
Nach einem Wettbewerb für das Gewerkschaftshaus Bremen, bei dem er mit dem dritten Preis abschloss, gewannen er und sein Bruder Hermann Gildemeister 1928 den 2. Preis den Wettbewerb für das neue Verwaltungsgebäude der Nordwolle an der Contrescarpe in Bremen. Auf der Grundlage ihrer Pläne wurde das Gebäude von 1928 bis 1931 realisiert. Nach dem Konkurs der Nordwolle ging es in das Eigentum des Deutschen Reichs über, erhielt den Namen Haus des Reichs und ist seit 1945 Sitz des Finanzsenators.
Nach dem Auftrag für die Nordwolle-Verwaltung führten Eberhard Gildemeister und sein Bruder Hermann ein gemeinsames Architekturbüro. Diese Berufsgemeinschaft löste sich jedoch 1934 mit dem Einritt Hermann Gildemeisters in den Staatsdienst als Leiter des Hochbauamtes Bremen.
Die zahlreichen Wohnhäuser von 1932 bis 1939 befanden sich meist in landschaftlich schöner Umgebung und waren eng an die Bedürfnisse der Bauherren angepasst. Gildemeister baute nicht nur innerhalb Bremens, sondern auch in Oldenburg oder Wilhelmshaven. Seit 1934 war Gildemeister mit Silvia Leist verheiratet, mit der er eine Tochter (1935) und einen Sohn (1937) hatte. 1937 bekam er den Auftrag zu einer Werkssiedlung für die Rolandmühle, welche zu den besten Beispielen bremischer Sozialbauten gehört. 1939 erhielt Gildemeister den Auftrag zum Bau eines neuen Hafenhauses für die Bremer Lagerhaus-Gesellschaft, dessen Ausführung der Zweite Weltkrieg jedoch verhinderte.
Im Krieg wurde  Gildemeister zum Militär eingezogen und war dort als Leiter einer Baukompanie tätig. Er wurde jedoch bereits nach zwei Jahren aus Krankheitsgründen entlassen. Er lebte fortan in Röhn und Vogelsberg und konnte den Beruf des Architekten erst 1949, nach einer Operation,  fortsetzen. Seit 1950 betrieb er wieder ein eigenes Büro in Bremen. In diesem Jahr baute er auch ein eigenes Wohnhaus mit integriertem Atelier am Lehnhof 7 in Bremen-St. Magnus, in dem er jedoch nicht lange wohnte. In den folgenden Jahren entstanden zahlreiche Wohnhäuser für die Lehnhofsiedlung, verschiedene Wohnhäuser, insgesamt sechs Kirchen, der Neubau der Sparkasse am Marktplatz und die Ausstattung des Passagierschiffs des Norddeutschen Lloyd "TS Bremen".
Eberhard Gildemeister wurde auf dem Friedhof Bremen-Riensberg beigesetzt.
Viele Bauwerke Gildemeisters stehen heute unter Denkmalschutz.
Nach ihm wurde 2003 der Eberhard-Gildemeister-Weg in Bremen-Walle benannt.

## Bauten und Projekte
- 1926: Wettbewerb zum Neubau des Gewerkschaftshauses in Bremen[5]
- 1928/31: Verwaltungsgebäude der Nordwolle (heute Haus des Reichs), Rudolf-Hilferding-Platz 1, zusammen mit Hermann Gildemeister[1][6][7]
- 1932: Wohnsiedlung Am großen Kuhkamp 1-12, 13-29, Langwedeler Straße, Im alten Dorf, Bremen-Osterholz, erhalten[8]
- 1933: Wohnhaus Karl Kröger, Am Hahnenkamp 18, Osterholz-Tenever
- 1933: Wohnhaus Robert Conrad, Am Hahnenkamp 24, Bremen-Osterholz-Tenever
- 1933: Haus Louis Schwarz, Handlungsgehilfe, Am Querkamp 10, Bremen Oberneuland
- 1935: Haus Carl Theodor Schütte, Rosental 7, Bremen-Horn[1][9]
- 1935: Haus Eberhard Gildemeister, Rosental 9, Bremen-Horn[1][9]
- 1935: Haus Noltenius, für den Kaufmann Christian Noltenius, Richard-Dehmel-Straße 3 (ehemals Kronprinzenstraße), Bremen-Schwachhausen, erhalten[10][9]
- 1935: Haus Dreilinden, für Hans Kulenkampff, Lesmonastraße 78, Bremen-Lesum, zus. mit seinem Bruder Hermann Gildemeister[11]
- 1935/1937: Wohnsiedlung Am Hahnenkamp 12-24,13-37, Osterholzer Heerstraße 188. Bremen-Tenever, erhalten[8]

- 1935/1936: Wohnsiedlung im Schloßparkviertel, Stövesandstraße 2-24, 1-27, Beim Sattelhof 4-12, 1-17, Bremen-Sebaldsbrück[8]
- 1936: Lesumer Flußbadeanstalt, Deichweg, nicht erhalten[10]
- 1936: Haus Brede, für Kapitän Hans Brede, Repräsentant des Norddeutschen Lloyd (Vater von Hermann Brede), Auf dem Pasch 17, Bremen-Lesum, erhalten[12]
- 1937: Umbau Haus Kulenkampff, für Kaufmann Werner Kulenkampff, Admiral-Brommy-Weg 6, Bremen-Lesum[13]
- 1938: Umbau Haus Dr. Perlia, Praxis und Haus des Frauenarztes Franz Perlia, Humboldtstraße 7, Bremen-Steinor[14]
- 1938: Werksiedlung Carl-Erling-Stiftung, Ritter-Raschen-Straße 31/37a, Garnbleiche 1-15, Bremen-Walle[9]
- 1938: Haus Dr. Bulling, für Carl und Emma Bulling, Reinthalerstraße 19, Bremen[15]
- 1938: Haus Salzburg, für H. Salzburg, Am Querkamp 6, Bremen Oberneuland[16]
- 1938: Haus Dr. Hillmann, für Ludwig Hillmann, Bandelstraße 16, Bremen-Horn[17]
- 1939: Haus Dr. Runge, Sommerhaus für G. Runge, Dillener Straße 53a, Bremen-Blumenthal,[18]
- 1939: Entwurf für das Hafenhaus der Bremer Lagerhaus-Gesellschaft[9]
- 1949: Haus Dr. Albrecht, Leuchtenburg, Niedersachsen (genaue Adresse unbekannt)[1]
- 1950: Erlöserkirche, Schwachhauser Heerstraße 179, Bremen-Gete[19]
- ab 1950: Lehnhofsiedlung, Am Lehnhof 1-13, Bremen-St. Magnus;[1] darin Haus Eberhard Gildemeisters mit Atelier, Am Lehnhof 7.
- 1951: St. Remberti Kirche, Friedhofstraße 10, Schwachhauser Heerstraße, Bremen-Riensberg[20]
- 1954: Haus Köhler, Haus „Friedrichshof“ bei Rendsburg, Schleswig-Holstein (genaue Adresse unbekannt)[1]
- 1955–1957: Martin-Luther-Kirche Lauenbrück, An der Kirche 3, Lauenbrück, Niedersachsen[21]
- 1956: Haus Koopmann, für den Kaufmann Walter Koopmann, Kapitän-König-Weg 6, Bremen-Oberneuland[22]
- 1957: Haus Pollems, für Rolf Edgar Pollems, Burchard-Eden-Straße 14, Bremen Neu Schwachhausen, erhalten[23]
- 1957/1958: Sparkasse am Markt, Am Markt 12, Langenstraße 1, Hakenstraße, Bremen-Mitte[1]
- 1957/1958: Gemeindehaus der St. Remberti Kirche, Friedhofsstraße 10, Schwachhauser Heerstraße, Bremen[24]
- 1959: Ausstattung der TS Bremen (Flaggschiff des Norddeutschen Lloyd)[1]
- 1960: Emmaus-Kirche, Kirche des Diakonissenkrankenhauses, Gröpelinger Heerstraße 406/408, Bremen-Gröpelingen[25]
- 1961: Johannes-der-Täufer-Kirche in Horstedt, Kirchstraße 6, Kreis Rotenburg (Wümme), Niedersachsen[1]
- 1961: Wohnhaus „Haus B.“, Upper Borg (genaue Adresse unbekannt)[1]
- 1962: Wikingborg, Haus Parchmann, Katrepeler Landstraße 51, Bremen-Borgfeld, erhalten[1]
- 1962: Villa Fajen, Rotenburg (Wümme) (genaue Adresse unbekannt)
- 1963: Hotel Mingers, Am Hafen West 1-2, Neuharlingersiel, stark verändert[3]
- 1963: Haus Eberhard Gildemeister „Moorquell“, Driftsethe, Kr. Cuxhaven, Niedersachsen (Auf der Horst 8)
- 1964: Um- und Neubau Forsthaus Heiligenberg, Heiligenberg 3, Bruchhausen-Vilsen, Niedersachsen, heute Hotel und Restaurant
- 1967: St.-Magni-Kirche und Gemeindehaus, Unter den Linden 24, Bremen-Burglesum[26]

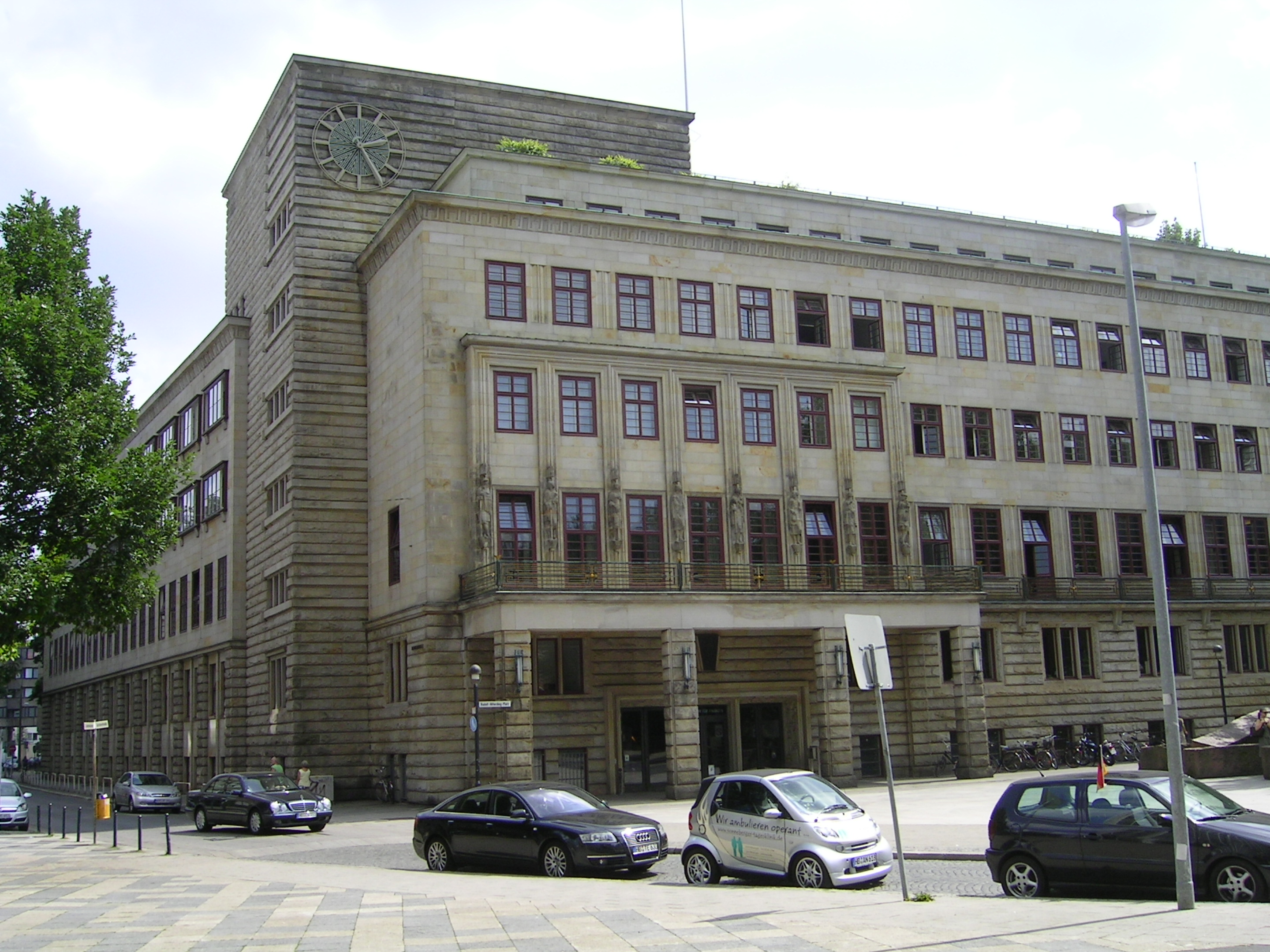
1928 Haus des Reichs in Bremen
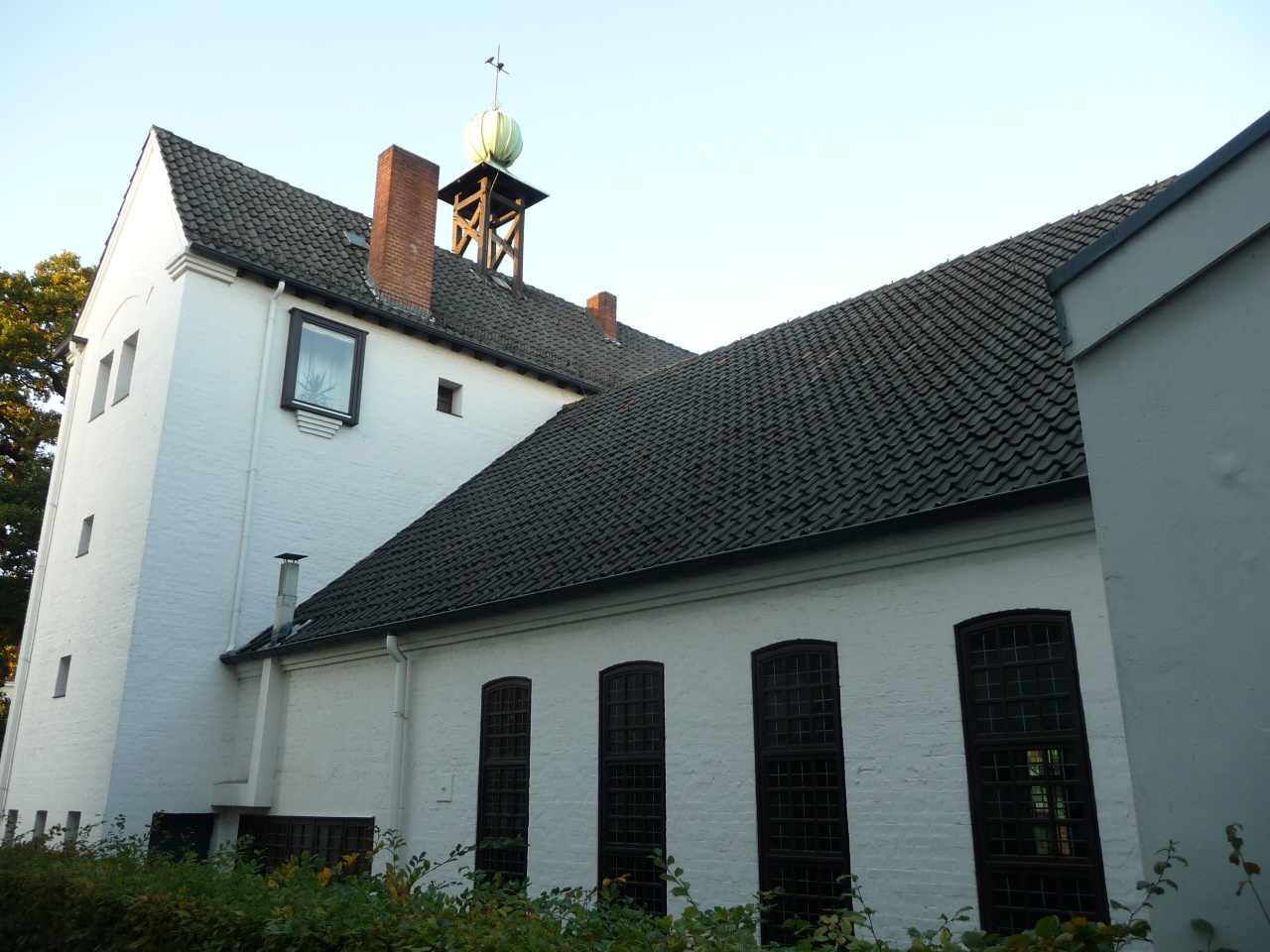
1950 Erlöserkirche in Bremen-Schwachhausen
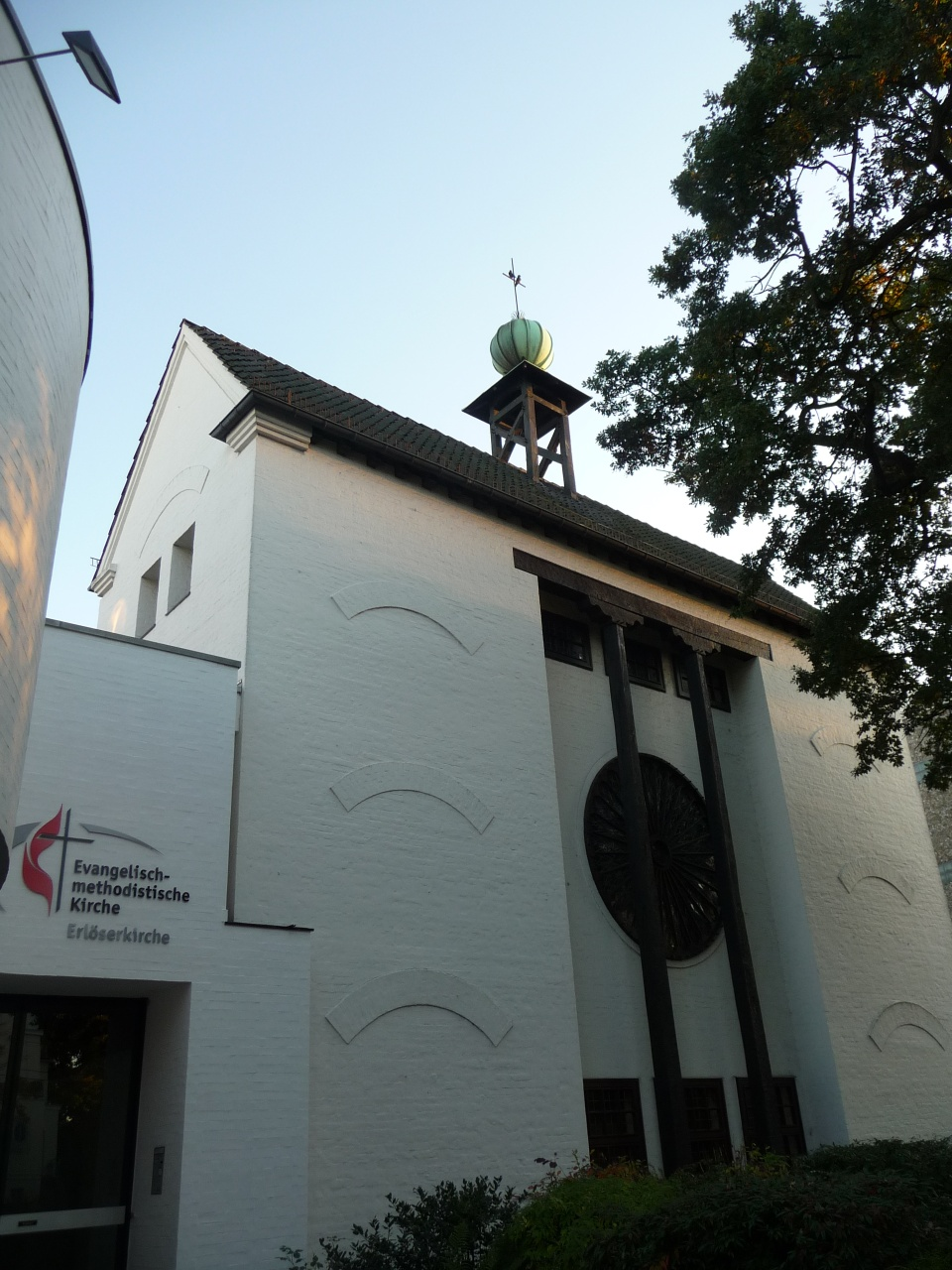
1950 Erlöserkirche in Bremen-Schwachhausen
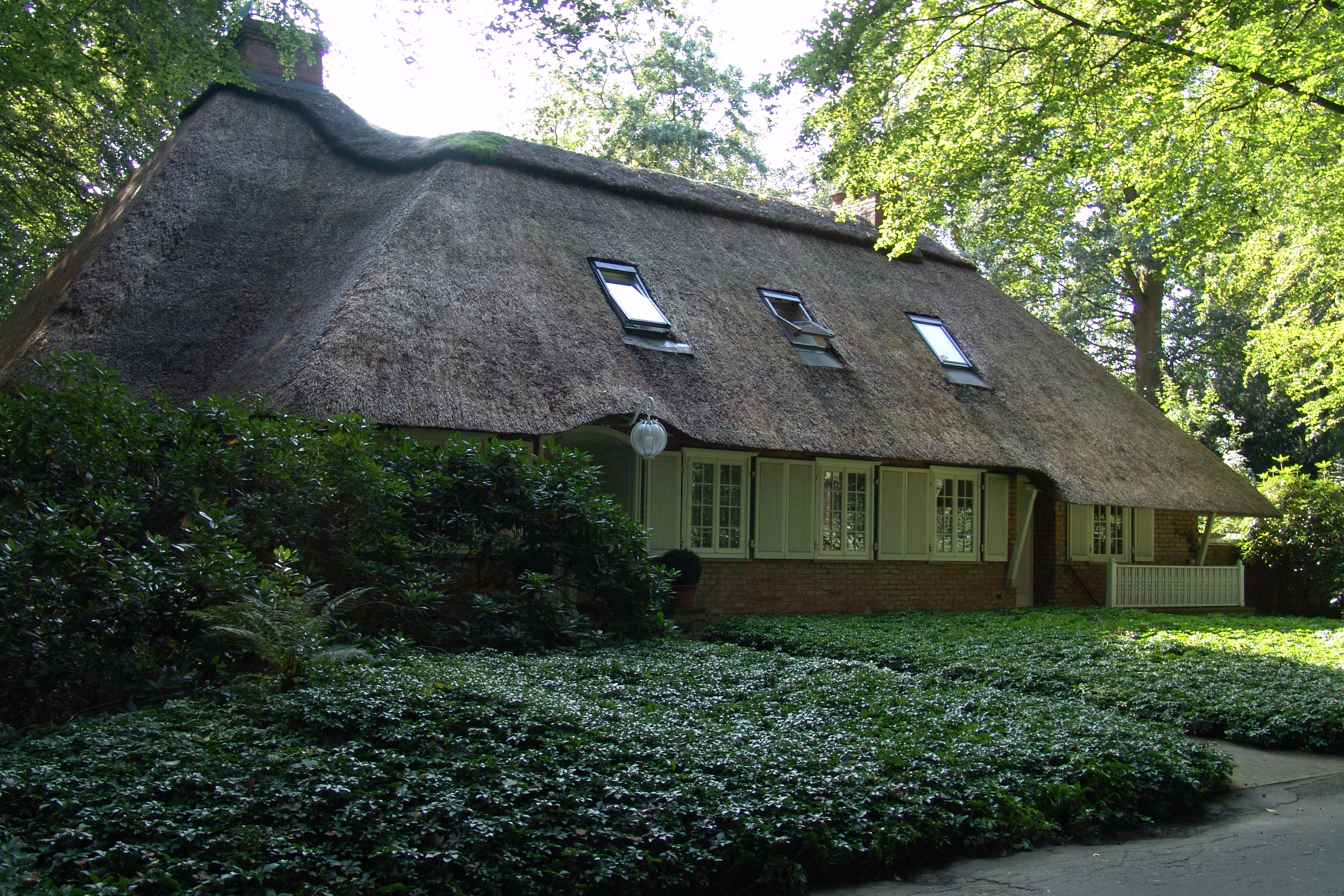
1950 Am Lehnhof 1
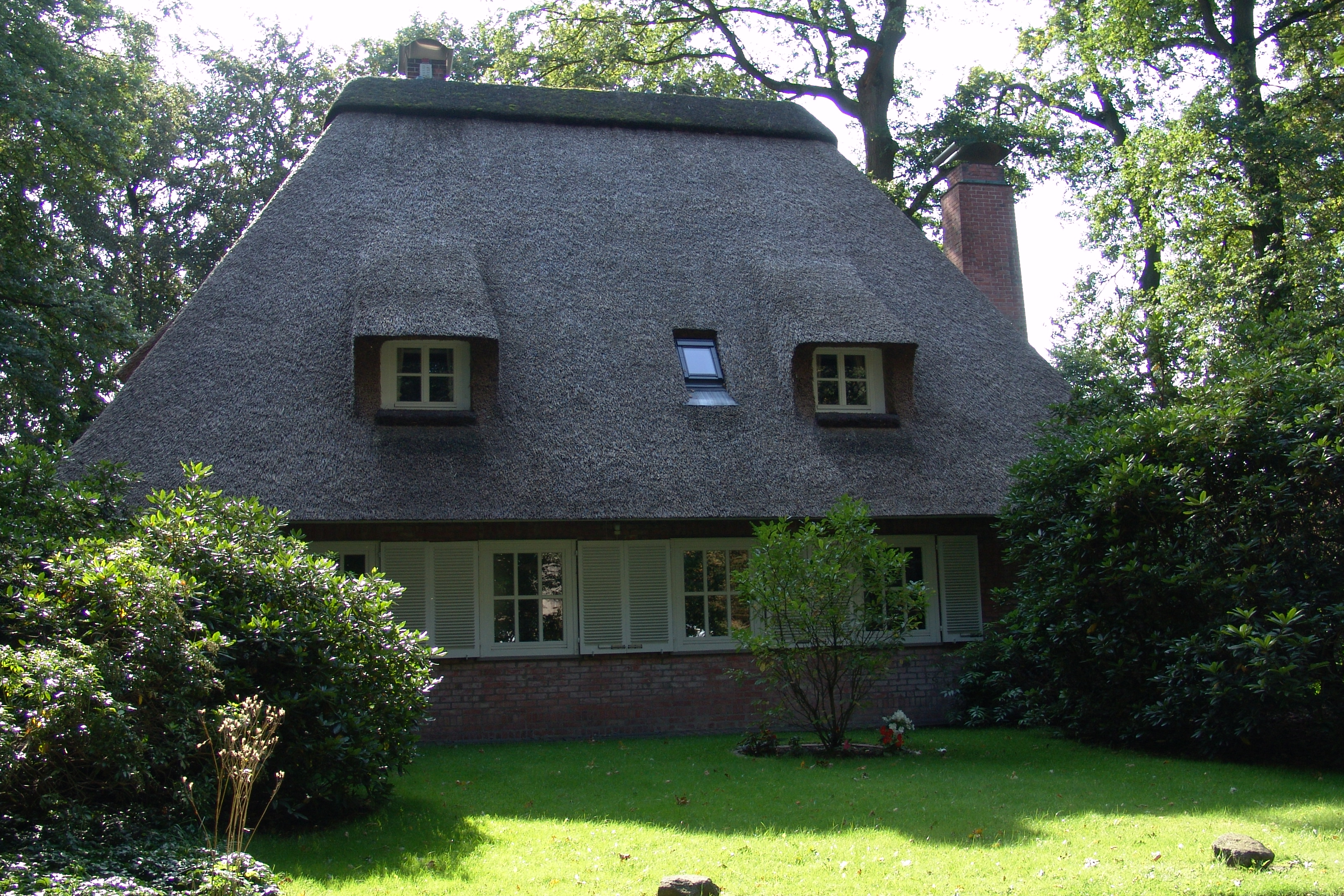
1950 Am Lehnhof 2
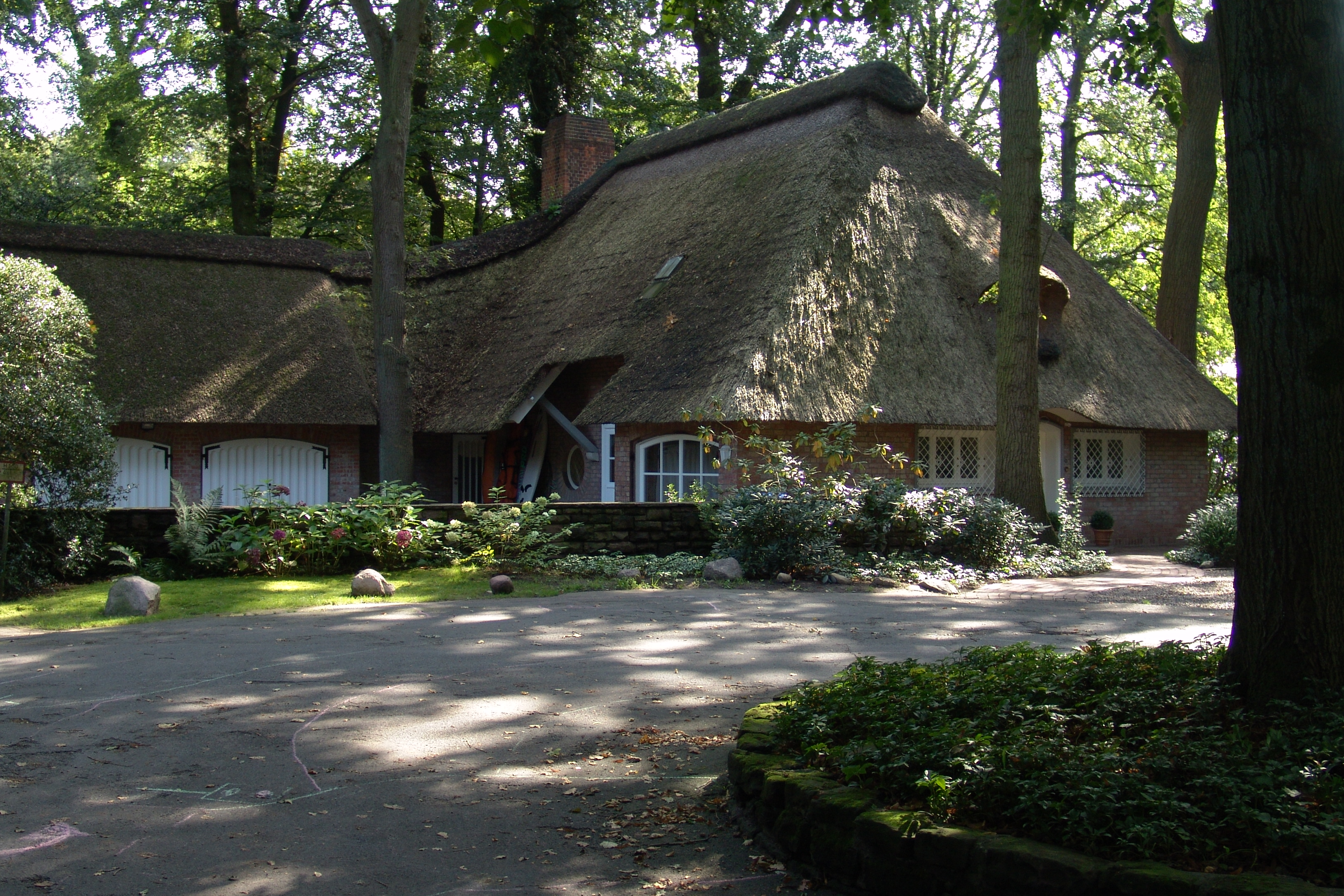
1950 Am Lehnhof 6
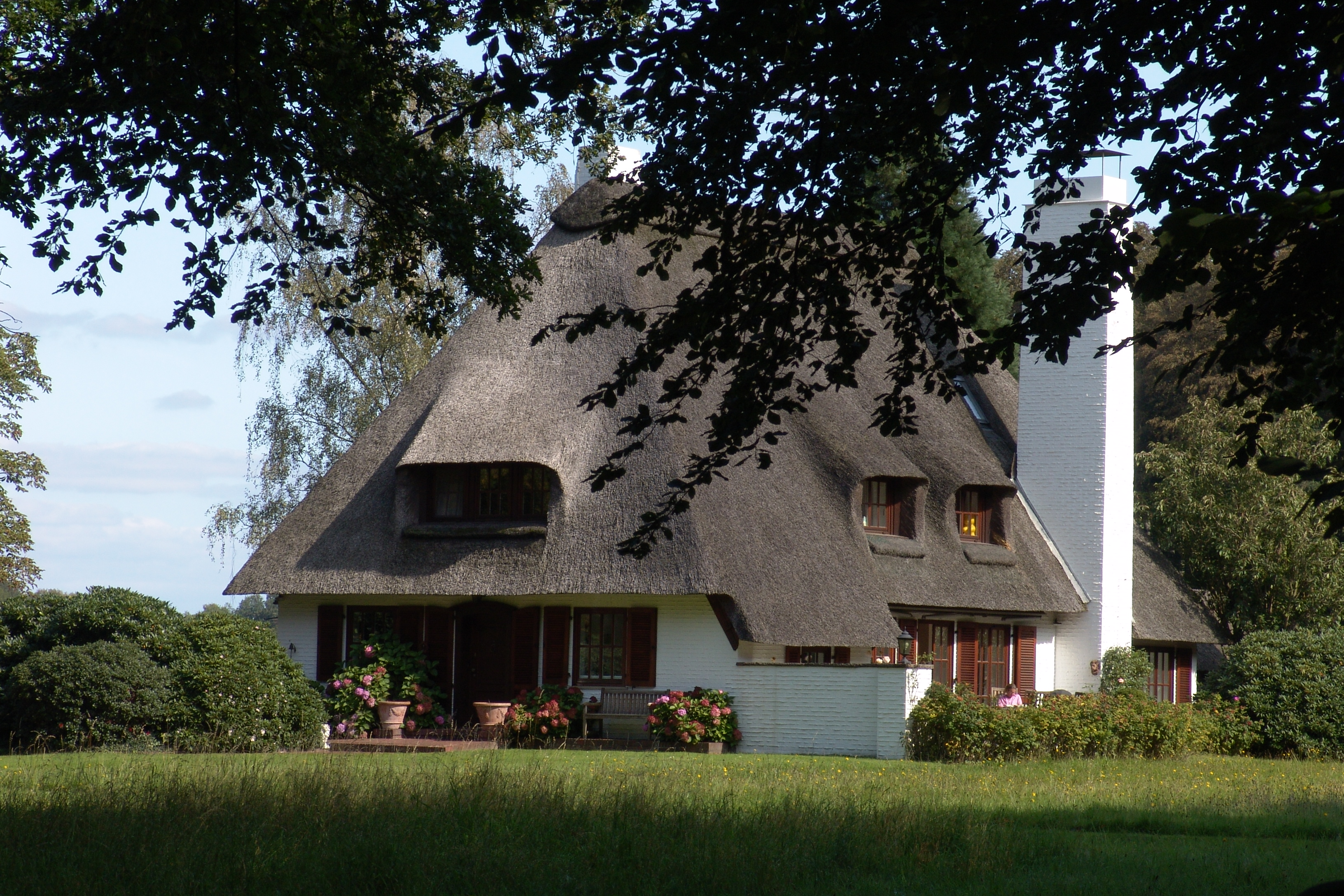
1950 Am Lehnhof 10
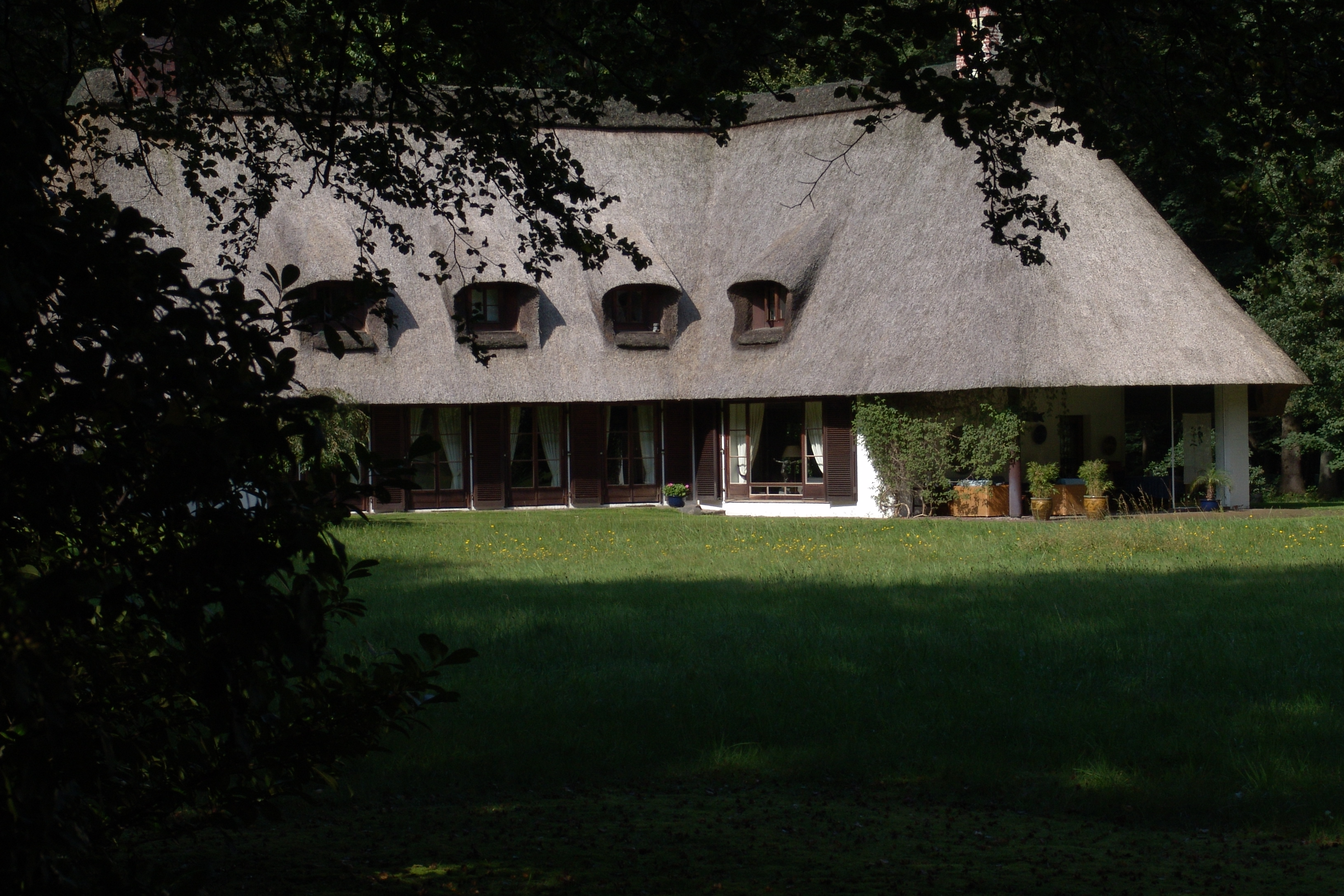
1950 Am Lehnhof 12
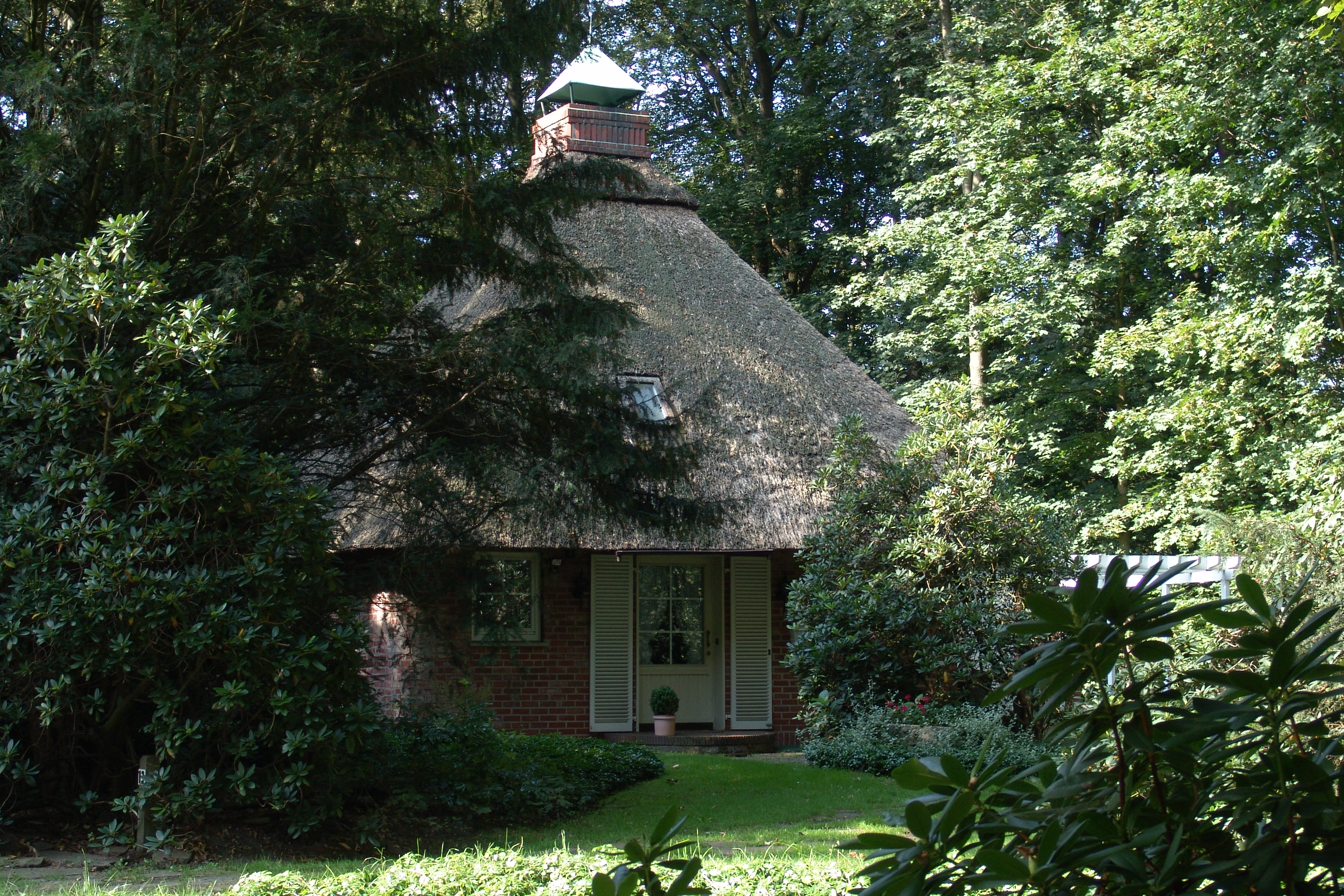
1950 Am Lehnhof 13
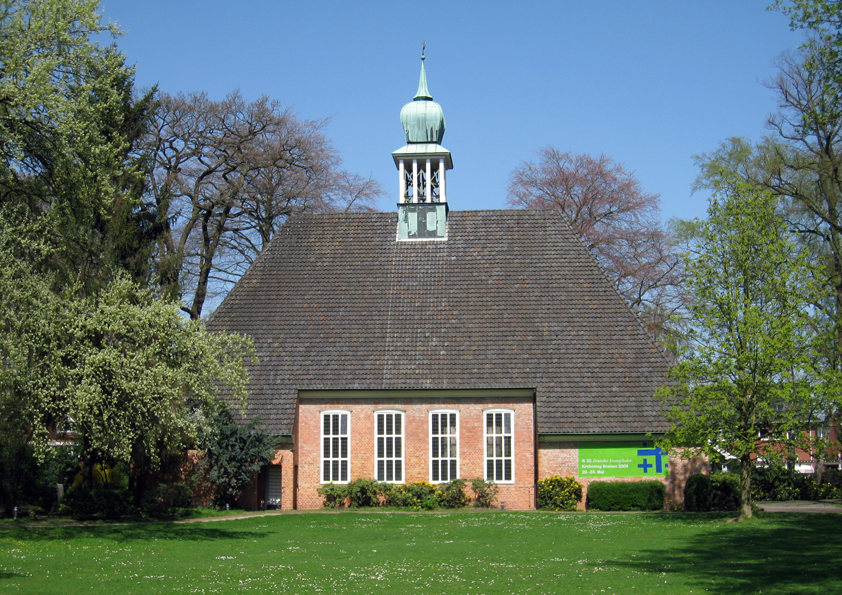
1951 Rembertikirche in Bremen-Schwachhausen
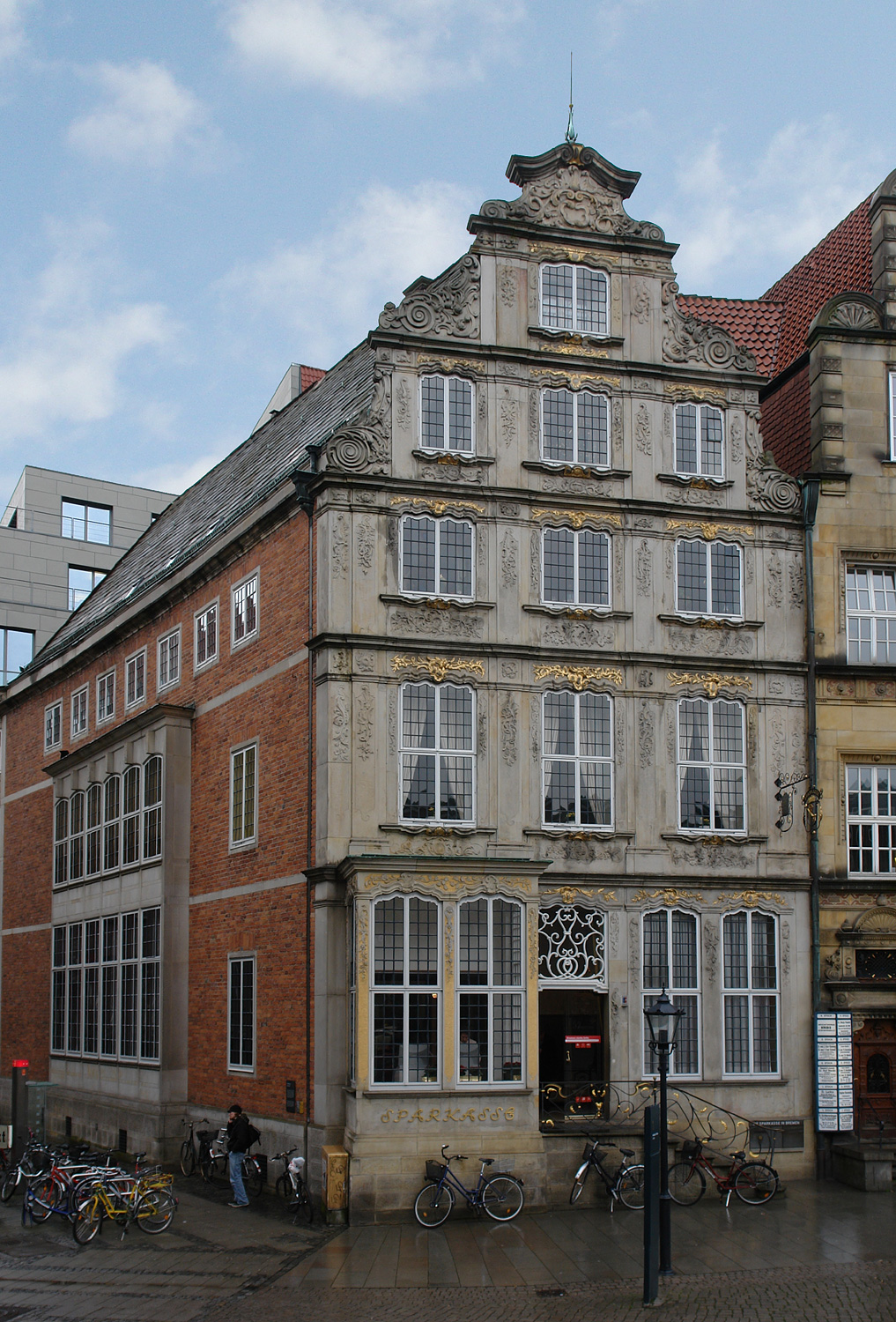
1957/58 Sparkasse am Markt
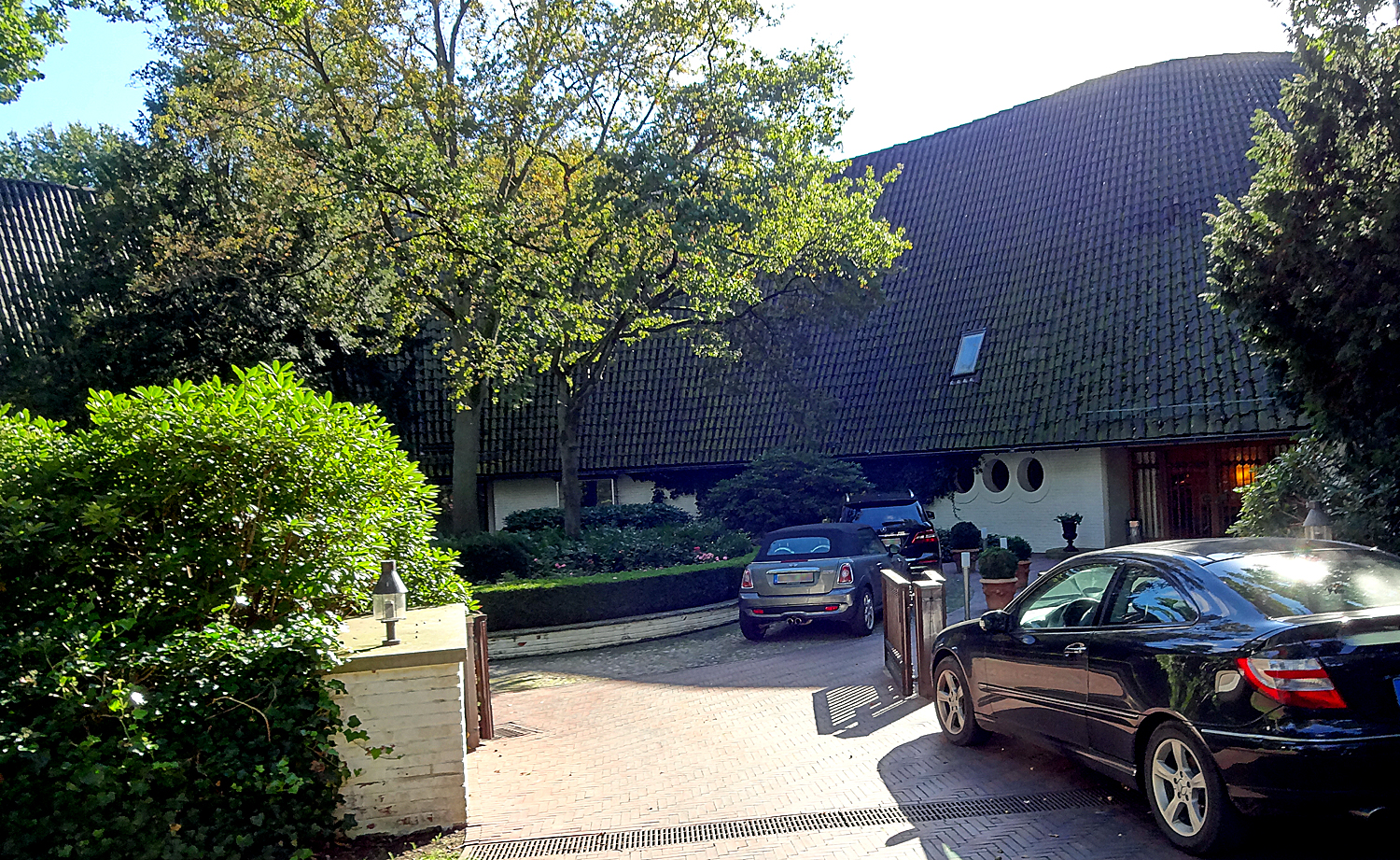
1962 Haus Parchmann in Bremen-Borgfeld
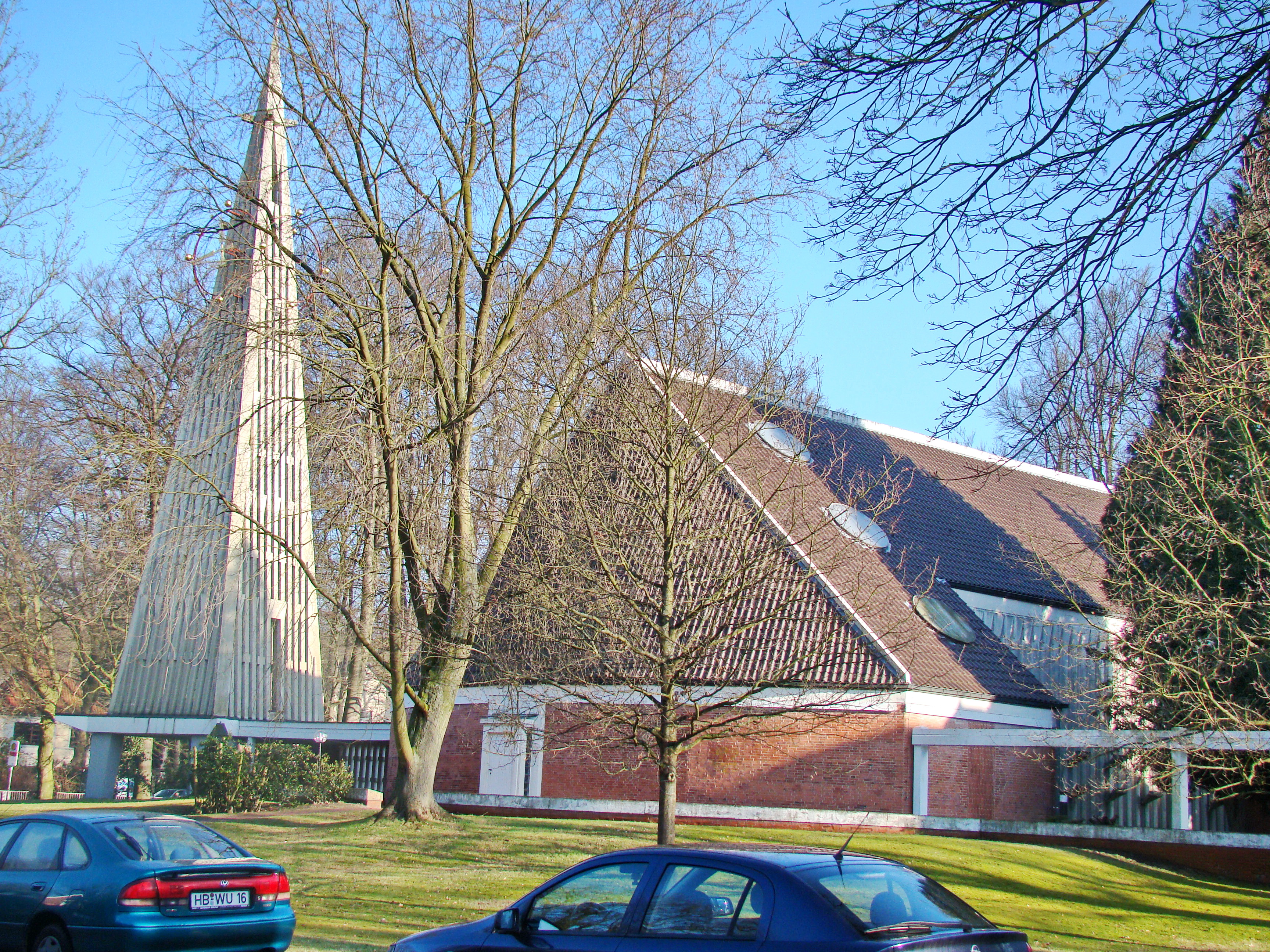
1967 Kirche St. Magni in Bremen-Nord